# Perfluorooctanesulfonamide
Le perfluorooctanesulfonamide (PFOSA) est un composé chimique de formule C8F17SO2NH2. Il s'agit d'un composé organofluoré du groupe des sulfamidés, précurseur de l'acide perfluorooctanesulfonique C8F17SO3H (PFOS), visé par l'annexe B de la Convention de Stockholm sur les polluants organiques persistants. Il a notamment été utilisé jusqu'au début du siècle par la société 3M dans la formulation de son traitement Scotchgard destiné à l'imperméabilisation des tissus, du mobilier et des tapis. Il a également été utilisé pour traiter les papiers à contact alimentaire contre les taches d'eau et de graisse, ainsi que pour diverses autres applications grand public.
Le perfluorooctanesulfonamide est cependant toxique, susceptible d'une bioaccumulation importante chez certains organismes. C'est un poison très efficace de la chaîne respiratoire,, avec une concentration inhibitrice médiane IC50 d'à peine 1 µM (environ 500 ppm), ce qui a fait utiliser des composés semblables comme insecticides,.
Compte tenu des risques sanitaires induits par ce type de composés, 3M a arrêté leur production aux États-Unis dans les années 2000-2002, mais celle-ci s'est déplacée depuis vers la Chine, où elle s'est développée sous l'impulsion d'autres fabricants.